# Маргарита Карола Саксонська
Маргарита Карола Саксонська (нім. Margarete Carola von Sachsen), повне ім'я Маргарита Карола Вільгельміна Вікторія Адельгейд Альбертіна Петруза Бертрам Паула (нім. Margarete Karola Wilhelmine Viktoria Adelheid Albertine Petrusa Bertram Paula, 24 січня 1900 — 16 жовтня 1962) — саксонська принцеса з династії Веттінів, донька короля Саксонії Фрідріха Августа III та тосканської принцеси Луїзи, дружина принца Фрідріха Гогенцоллерна.

## Біографія
Маргарита Карола народилася 24 січня 1900 року у Дрездені. Вона була четвертою дитиною та старшою донькою в родині принца Саксонії Фрідріха Августа та його дружини Луїзи Тосканської. Дівчинка мала трьох старших братів: Георга, Фрідріха Крістіана та Ернста Генріха. Згодом сім'я поповнилася двома молодшими доньками: Марією Алікс та Анною. Батьки розлучилися у 1903 році. Маргарита Карола залишилася жити з батьком у Саксонії. Матір вдруге вийшла заміж і бачитися з дітьми ій дозволили лише після 1912 року. Тим не менш всі вони відгукувалися про неї з теплотою.
У 20 років Маргарита Карола взяла шлюб із 28-річним принцом Фрідріхом Гогенцоллерном-Зігмарінгеном. Весілля відбулося 2 червня 1920 у замку Сибілленорт в Силезії. У подружжя народилося семеро дітей.
Маргарита Карола пішла з життя у 62-річному віці 16 жовтня 1962 року у Фрайбурзі. Похована в усипальниці Гогенцоллернів-Зігмарінгенів у крипті Хедінгерського монастиря.

## Родина
Чоловік —  Фрідріх Гогенцоллерн
Діти:
- Марія Антонія (1921—2011) — дружина графа Генріхом Марії фон Вальдбурга Вольфегг унд Вальдзее, мала десятеро дітей;
- Марія Адельгунда (1921—2006) — була тричі одружена, мала четверо дітей від двох перших шлюбів;
- Марія Терезія (1922—2004) — одружена не була, дітей не мала;
- Фрідріх Вільгельм (1924—2010) — голова дому Гогенцоллернів, був одруженим з Маргаритою Лайнінгенською, мав трьох синів;
- Франц Йозеф (1926—1996) — був двічі одруженим, мав єдиного сина;
- Йоганн Георг (1932—2016) — був одруженим із шведською принцесою Біргіттою, мав трьох дітей;
- Ферфрід Максиміліан (нар.1943) — автогонщик, був тричі одруженим, має четверо дітей.